# Scouleriaceae
Scouleriaceae, porodica pravih mahovina smještena u red Scouleriales, dio podrazreda Dicranidae. Sastoji se od dva roda, svaki po nekoliko vrsta.

## Rodovi
1. Scouleria Hook.
2. Tridontium Hook.f.